# スロバキア国鉄
スロバキア国鉄（スロバキア共和国鉄道。スロバキア語:ŽSR, Železnice Slovenskej republiky）は、スロバキアの国鉄事業を所管する特殊法人。チェコスロバキア連邦共和国の連邦制解消（ビロード離婚）にともなうチェコスロバキア国鉄（チェコスロバキア国家鉄道公団。ČSD）のスロバキア国内路線および車両の承継法人であった旧・スロバキア共和国鉄道国有会社（Železnice Slovenskej republiky, š.p.）を1994年に承継した。
2003年に分社を行って国鉄事業をオープンアクセスオペレーター化し、以降は国鉄線の施設保有および管理と、各鉄道輸送事業者が運行する貨物及び旅客列車に対する運行管理事業を行っている。

## 概要
チェコスロバキアの連邦制解消にともない、スロバキア国内のチェコスロバキア国鉄事業は、チェコスロバキア国家鉄道公団の解散に関する法律（チェコスロバキア連邦議会1992年法律625号、スロバキア語:Zákon o zániku štátnej organizácie Česko-slovenské štátne dráhy）および改正国有会社法（チェコスロバキア連邦議会1990年法律第111号、スロバキア語:Zákon o štátnom podniku）に基づき、1992年12月30日に設立された国有会社（štátny podnik）のスロバキア共和国鉄道国有会社が承継した。
しかし国鉄事業への国の経営関与強化を図るウラジミール・メチアル政権は、同年9月に成立したスロバキア共和国鉄道法（スロバキア共和国国民議会1993年法律258号、Zákon o Železniciach Slovenskej republiky）に基づく特殊法人の現・スロバキア共和国鉄道を設立し、1993年12月30日付で国鉄事業を承継した。
のち1998年、チェコスロバキア国鉄時代にブラチスラヴァ地域総局の情報技術部長を務め、運輸通信公共事業大臣も務めたスロバキア民主連立（当時）党首のミクラーシュ・ズリンダが首相に就任し、EU指令91/440号（1991年）に基づく国鉄事業のオープンアクセスオペレーター化と、国鉄を含む国有会社の民営化政策を打ち出した。
国鉄は2002年1月1日に分社化され、列車運行事業については新たに設立した国有の鉄道企業体株式会社（ZSSK, Železničná spoločnosť, a.s.）が承継した。さらに事業価値の高い貨物列車運行事業について民間売却を目指すため、鉄道企業体は2005年1月1日に再分社が行われ、貨物輸送事業体の鉄道企業体カーゴスロバキア株式会社（ZSSK Cargo, Železničná spoločnosť Cargo Slovakia, a.s.）および旅客輸送事業体の鉄道企業体スロバキア株式会社（ZSSK, Železničná spoločnosť Slovensko, a.s.）に承継された。
国鉄は引き続き特殊法人として、駅を含む鉄道施設の保有・管理・運営と指令業務などの地上現業業務を行っており、列車運行に関わる国鉄施設の利用契約を結んだ輸送事業者から運行区間延長および列車重量、路線等級によって路線使用料を徴収し歳入に充てている。職員数は1万8118人（2006年）で、鉄道関係の企業体としてはなおスロバキア最大の組織である。
現在はブラチスラヴァに中央総局（Generálné riaditeľstvo）、コシツェとトルナヴァに地方総局（Oblastné riaditeľstvo）を置き、保線などを所管する鉄道施設保守地域総局（Regionálne riaditeľstvo údržby železničnej infraštruktúry）をズヴォレンとジリナに、鉄道橋の保守を所管する橋梁部（Mostný obvod）をブラチスラヴァとコシツェに置いている。

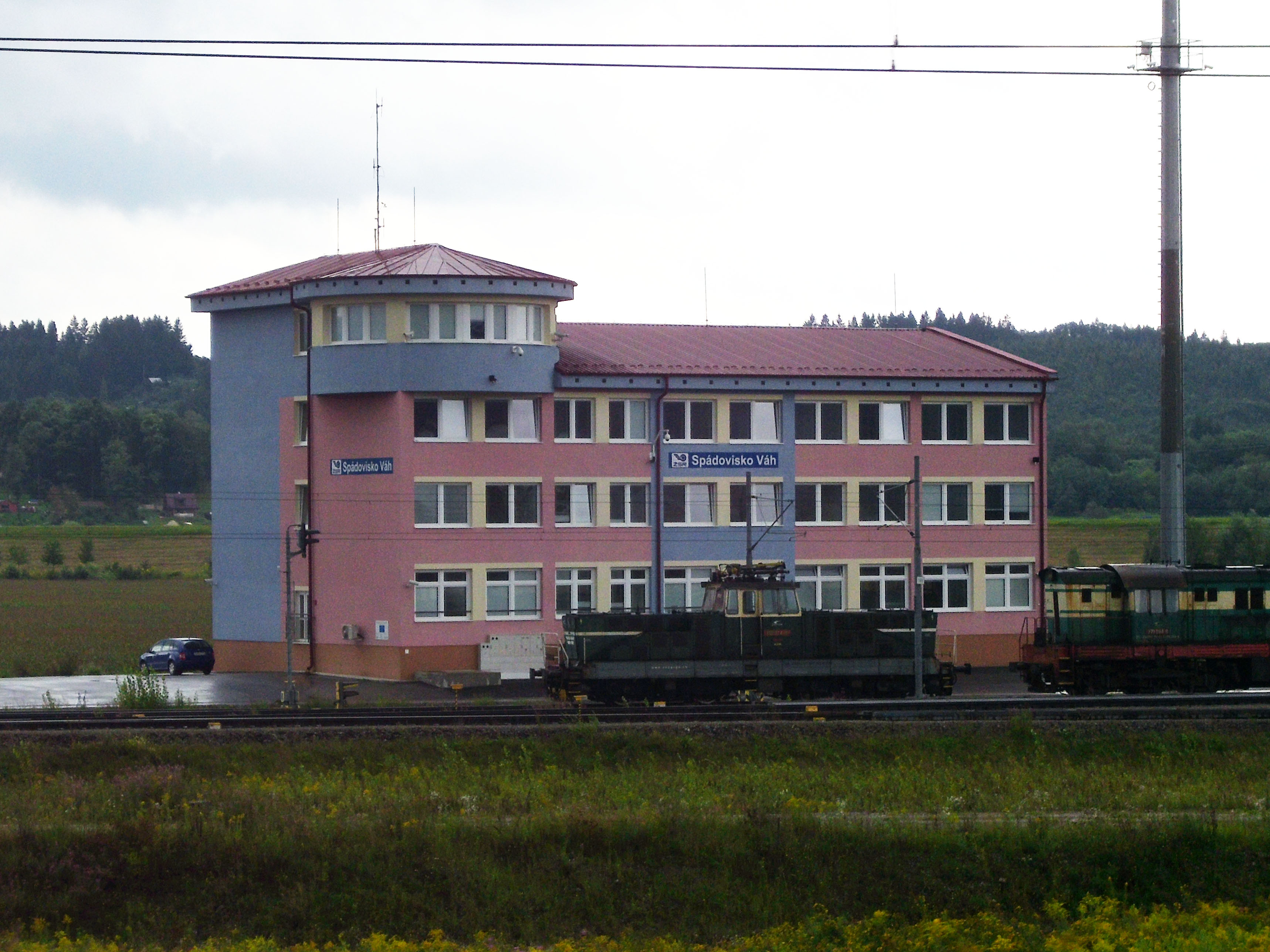
鉄道駅および鉄道停留場等の保有・管理および列車運行管理は鉄道輸送事業者と完全に分離しスロバキア国鉄が所管している。輸出・輸入の国際貨物列車が集中するジリナにインターモーダル輸送ターミナル（TIP）として設けられた国鉄ジリナ＝テプリチュカ鉄道駅ヴァーハ操車場（2012年供用開始）の中央制御所（2014年）
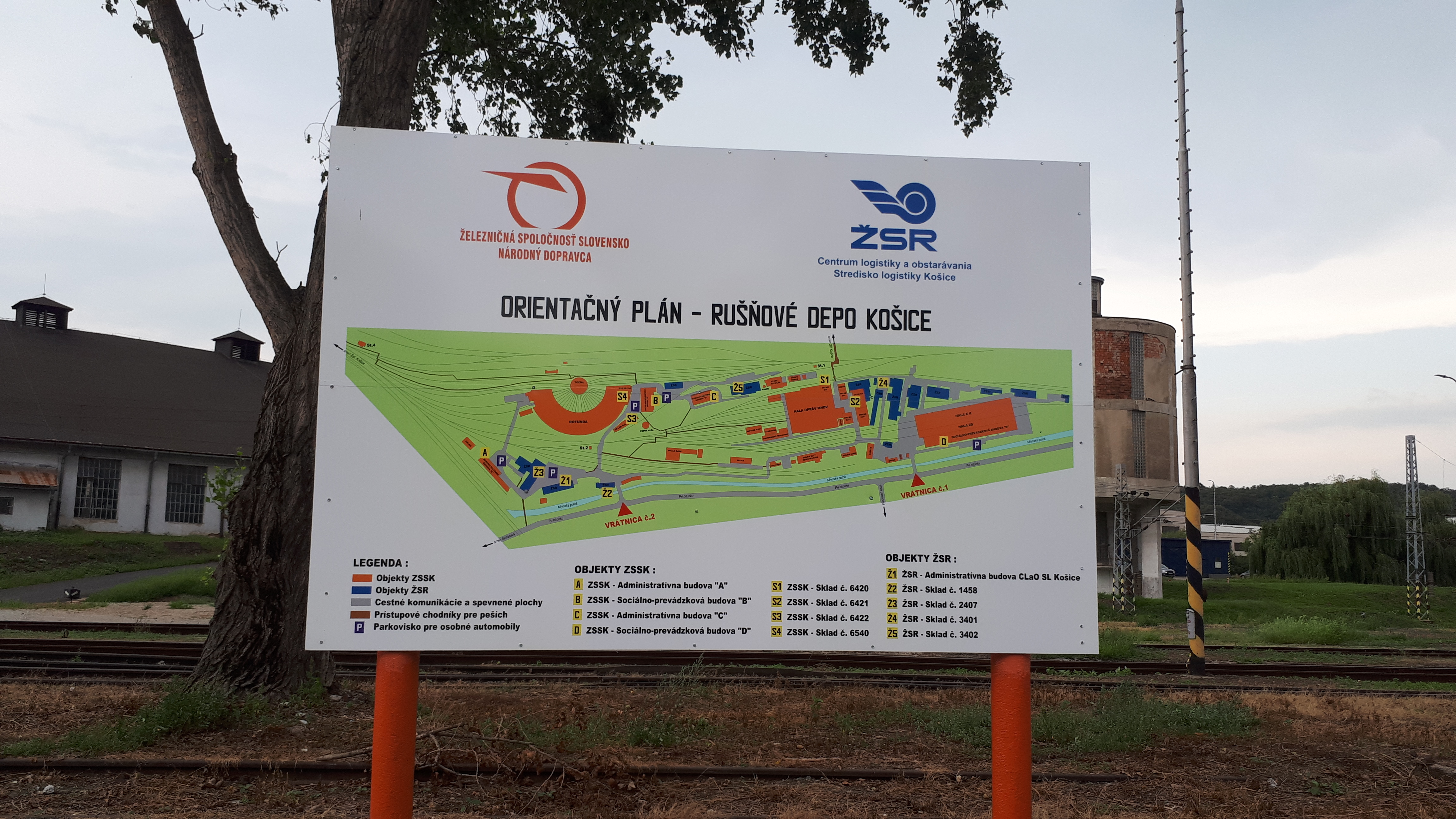
車両基地では二度の分社により施設単位で各社が使用している。ZSSKコシツェ地域管理区（OSD Košice）のZSSK施設が橙色、資材調達を行う国鉄の社内カンパニー・ŽSR配給調達センター社コシツェ配給所（CLaO SL Košice）などの国鉄施設が青色に分けられたコシツェ機関区の案内板（2019年）
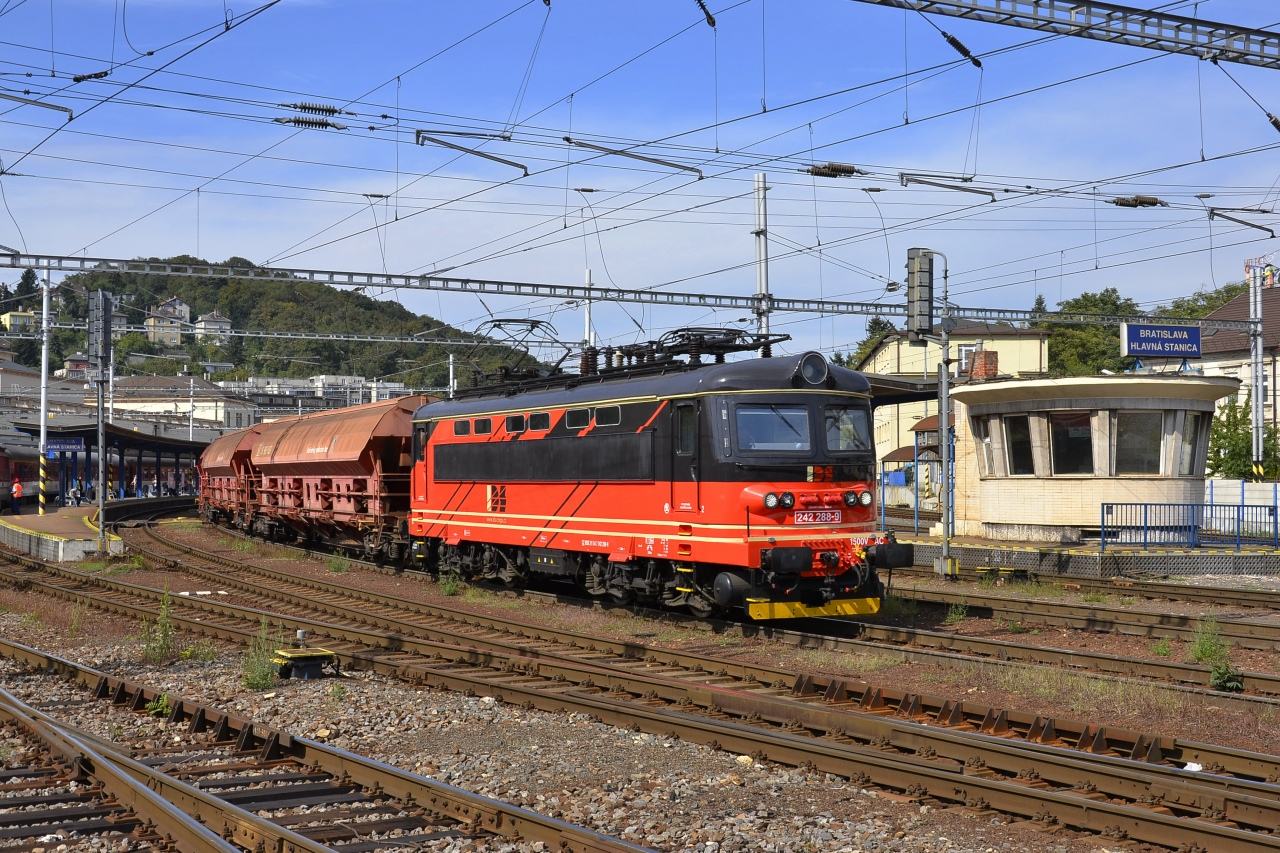
国鉄ブラチスラヴァ中央駅を通過するIDSカーゴ株式会社（チェコ）運行の貨物列車。鉄道は他の欧州諸国と同じく国の輸出入貨物輸送の基幹を担っており、ZSSKカーゴや国内外の多数の鉄道貨物輸送事業者が国鉄と施設利用契約を締結し、国鉄路線網を駆使して幹線および支線区における貨物列車運行を行っている（2015年）
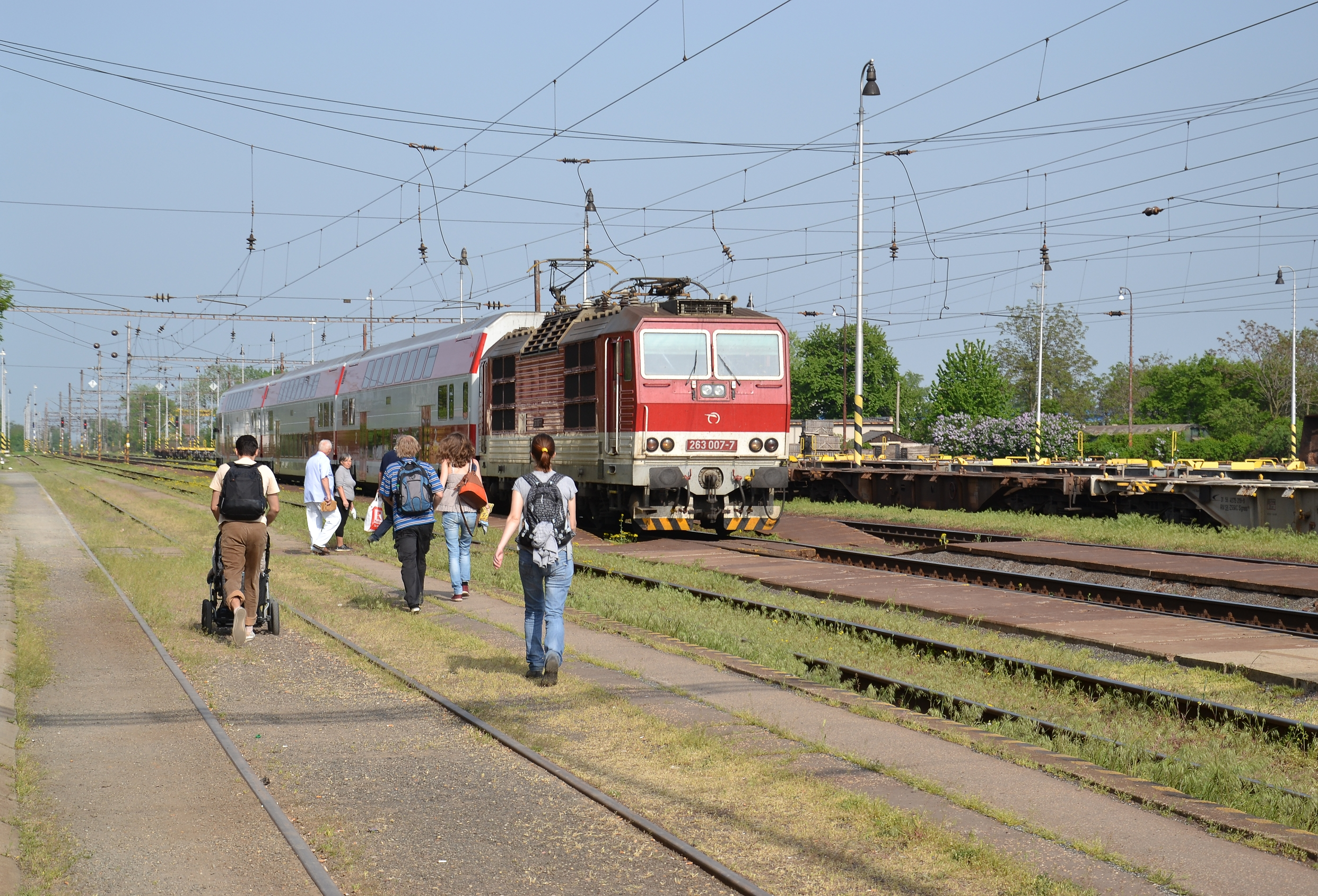
貨物より規模が小さい旅客輸送は主にZSSKが国鉄と施設利用契約を結び、国鉄側の運行管理のもと列車を運行しているが、支線区では契約を解消し運行休止したところも目立つ（セネツ鉄道駅、2013年）
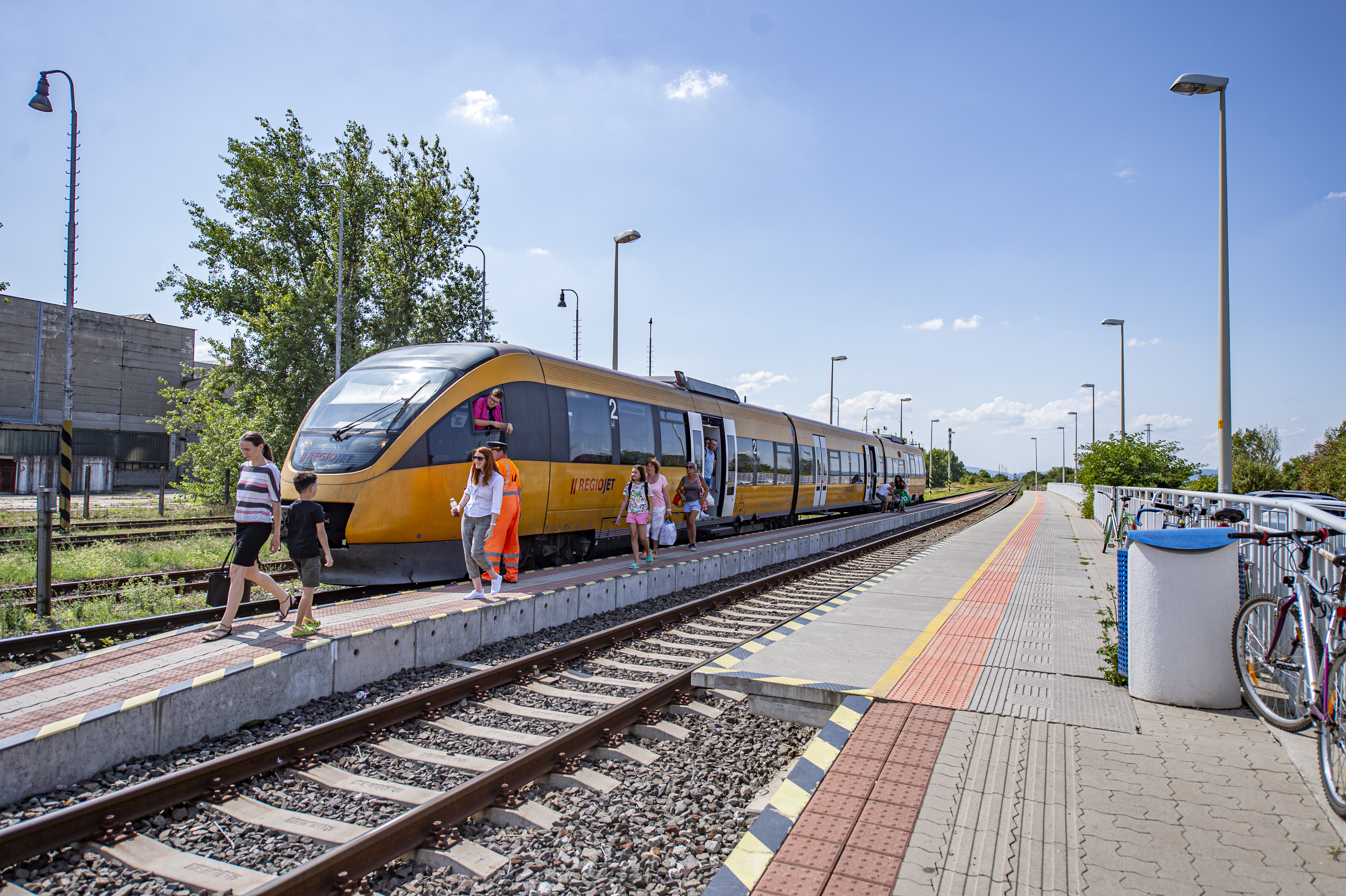
スロバキア - チェコ間の長距離優等列車に加え、2012年から国鉄ブラチスラヴァ - コマールノ鉄道線で地域輸送の旅客列車を運行していたレギオジェット株式会社（チェコ）は、同線の施設利用契約満了にともない2020年12月、関係社員を解雇して地域輸送列車事業から撤退した（ノヴェーコシャリスカー鉄道駅、2019年）

## 輸送事業者
国鉄事業は現在の欧州における鉄道の標準的な仕組みであるオープンアクセスオペレーター制をとっており、スロバキア共和国運輸建設省運輸局（Dopravný úrad Ministerstvo dopravy a výstavby SR）の輸送事業者認可を受け、国鉄の鉄道施設（Železničná infraštruktúre, ŽI）の利用契約等をŽSRと締結した事業者が、国鉄線での輸送サービス（貨物および旅客列車の運行）を行っている。各事業者が列車運行事業を行うには以下の条件を満たすことが必要である。
| - 国鉄線で輸送サービスを提供するための認可機関による有効な認可を得ていること - 有効な安全証明書を得ていること - 鉄道輸送サービス提供に関する賠償責任保険に運用期間全体にわたって加入していること - 鉄道施設の利用に関するŽSRとの契約を締結していること - 電気動力の鉄道運行車両（HKV）による輸送事業を行う場合、または車両の暖房および空調に必要な電力を使用する場合、ŽSR鉄道エネルギー社（Železničná energetika, ŽSR社内カンパニー）と契約を締結していること - 鉄道輸送事業者が鉄道運行車両に対する給油を給油目的指定外の国鉄施設において行う場合、ŽSRと「ŽSR路線上における鉄道事業者の鉄道運行車両への燃料補給活動確保の合意書」を締結していること - 関係のŽSR地方総局と、当該鉄道駅における列車運行開始および終了に関する技術的手順について打ち合わせ済みであること - 列車運行枠の割当、または利用申請した施設の利用割当を受けていること |

国鉄は契約事業者に対し旅客・貨物別に年間ダイヤの運行経路割り当て（Prideľovanie trás do ročného GVD）を行うほか、運行経路や施設利用に関する各事業者からの発注、各事業者に対する線路・施設利用料の請求、輸送品質の検査、軍用や放射性物質等に関する臨時輸送交渉などについて、所管する中央総局運輸部（Odbor dopravy Generálne riaditeľstvo ŽSR）に総合窓口（Kancelária OSS）を設けて一括して対応している。
- スロバキア国鉄線における主な貨物輸送事業者[5]

|  | 輸送事業者番号9002 ロコトランス有限責任会社（チェコ） LOKO TRANS, s.r.o. |  | 輸送事業者番号9007 LTE物流交通スロバキア有限責任会社（ブラチスラヴァ市） LTE Logistik a Transport, Slovakia s.r.o. ※LTE物流交通（ドイツ）子会社 |
|  | 輸送事業者番号9009 第一スロバキア鉄道株式会社（レヴィツェ市） Prvá slovenská železničná, a.s.                                                                                |  | 輸送事業者番号9015 PKPカーゴインターナショナルSK株式会社（ブラチスラヴァ市） PKP CARGO INTERNATIONAL SK a.s. 輸送事業者番号9024 PKPカーゴインターナショナル株式会社（チェコ） PKP CARGO INTERNATIONAL a.s. ※PKPカーゴ（ポーランド）子会社、旧・OKD輸送株式会社（チェコ） |
|  | 輸送事業者番号9021 鉄道企業体カーゴスロバキア株式会社（ブラチスラヴァ市） Železničná spoločnosť Cargo Slovakia, a.s. ※スロバキア政府国有企業                                 |  | 輸送事業者番号9022 ロコレール株式会社（ブラチスラヴァ市） LOKORAIL,a.s. ※ブダマル物流（ブラチスラヴァ市）系列会社 |
|  | 輸送事業者番号9035 レールカーゴキャリアー＝スロバキア有限責任会社（ブラチスラヴァ市） Rail Cargo Carrier - Slovakia s.r.o. ※レールカーゴオーストリア（オーストリア）系列会社 |  | 輸送事業者番号9038 セントラルレールウェイズ有限責任会社（コシツェ市） Central Railways s.r.o. ※ブダマル物流（ブラチスラヴァ市）系列会社 |
|  | 輸送事業者番号9040 PKPカーゴ株式会社（ポーランド） PKP CARGO S.A. ※ポーランド国鉄（PKP）系列会社                                                                             |  | 輸送事業者番号9041 IDSカーゴ株式会社（チェコ） IDS CARGO a. s. |
|  | 輸送事業者番号9042 メトランス・ダヌビア株式会社（ドゥナイスカーストレダ市） METRANS /Danubia/ a. s. ※メトランスレール（チェコ）子会社                                        |  | 輸送事業者番号9043 CERスロバキア株式会社（ブラチスラヴァ市） CER Slovakia a. s. ※CERカーゴホールディング（ハンガリー）系列会社 |
|  | 輸送事業者番号9047 バルクトランシップメントスロバキア株式会社（スピシュスカーノヴァーヴェス市） Bulk Transshipment Slovakia, a.s. ※ZSSKカーゴ子会社                          |  | 輸送事業者番号9049 レールトランスインターナショナル株式会社（ブラチスラヴァ市） Railtrans International, a.s. |
|  | 輸送事業者番号9052 ČDカーゴスロバキア有限責任会社（ブラチスラヴァ市） ČD Cargo Slovakia s.r.o. ※ČDカーゴ（チェコ）子会社                                                     |  | 輸送事業者番号9057 電化鉄道プラハ株式会社（チェコ） Elektrizace železnic Praha a.s. |
|  | 輸送事業者番号9069 ヴィーコヴィツェ輸送株式会社（チェコ） VÍTKOVICKÁ DOPRAVA, a. s.                                                                                          |  | 輸送事業者番号9070 RMラインズ株式会社（チェコ） RM LINES, a.s. |
|  | 輸送事業者番号9071 IGレール有限責任会社（ブラチスラヴァ市） I.G.Rail, s.r.o. ※旧・スロバキア鉄道輸送企業体株式会社（SŽDS）の事業承継会社                                     |  | 輸送事業者番号9074 オストラヴァ輸送企業体＝カーゴ株式会社（チェコ） Ostravská dopravni společnost - Cargo, a.s. |
|  | 輸送事業者番号9077 DBカーゴチェキア有限責任会社（チェコ） DB Cargo Czechia s.r.o. ※DBカーゴ（ドイツ）子会社                                                                  |  | 輸送事業者番号9082 EPカーゴ株式会社（チェコ） EP Cargo a.s. ※EPH（チェコ）子会社 |
|  | 輸送事業者番号9086 HSL物流有限責任会社（チェコ） HSL - Logistik, s.r.o. ※HSL物流（ドイツ）子会社                                                                             |  | 輸送事業者番号9090 ラビットレール有限責任会社（チェコ） Rabbit Rail s.r.o. |

- スロバキア国鉄線における主な旅客輸送事業者[6]

|  | 輸送事業者番号9020 鉄道企業体スロバキア株式会社（ブラチスラヴァ市） Železnižná spoločnosť Slovensko, a.s. ※スロバキア政府国有企業 |  | 輸送事業者番号9044 レギオジェット株式会社（ブラチスラヴァ市） RegioJet a. s. ※レギオジェット株式会社（チェコ）子会社                                                                                              |
|  | 輸送事業者番号9059 レオエクスプレス株式会社（チェコ） LEO Express a.s. 輸送事業者番号9075 レオエクスプレス有限責任会社（チェコ） Leo Express s.r.o. |  | 輸送事業者番号9064 トレンチーン電気鉄道非営利法人（トレンチーン県トレンチアンスカテプラー村） Trenčianska elektrická železnica, n.o. ※トレンチアンスカテプラー村設立のNPO。トレンチーン電気鉄道線旅客列車運行事業 |
|  | 輸送事業者番号9061 アリーヴァサービス有限責任会社（コマールノ市） ARRIVA Service s. r. o. 輸送事業者番号9066 アリーヴァ列車有限責任会社（チェコ） ARRIVA vlaky s. r. o. 輸送事業者番号9079 アリーヴァモビリティソリューションズ有限責任会社（ブラチスラヴァ市） ARRIVA Mobility Solutions, s.r.o. ※ドイツ鉄道（ドイツ）子会社 |  | 輸送事業者番号9067 チェコ鉄道株式会社（チェコ） České dráhy, a.s. ※チェコ政府国有企業 |

### 国際線

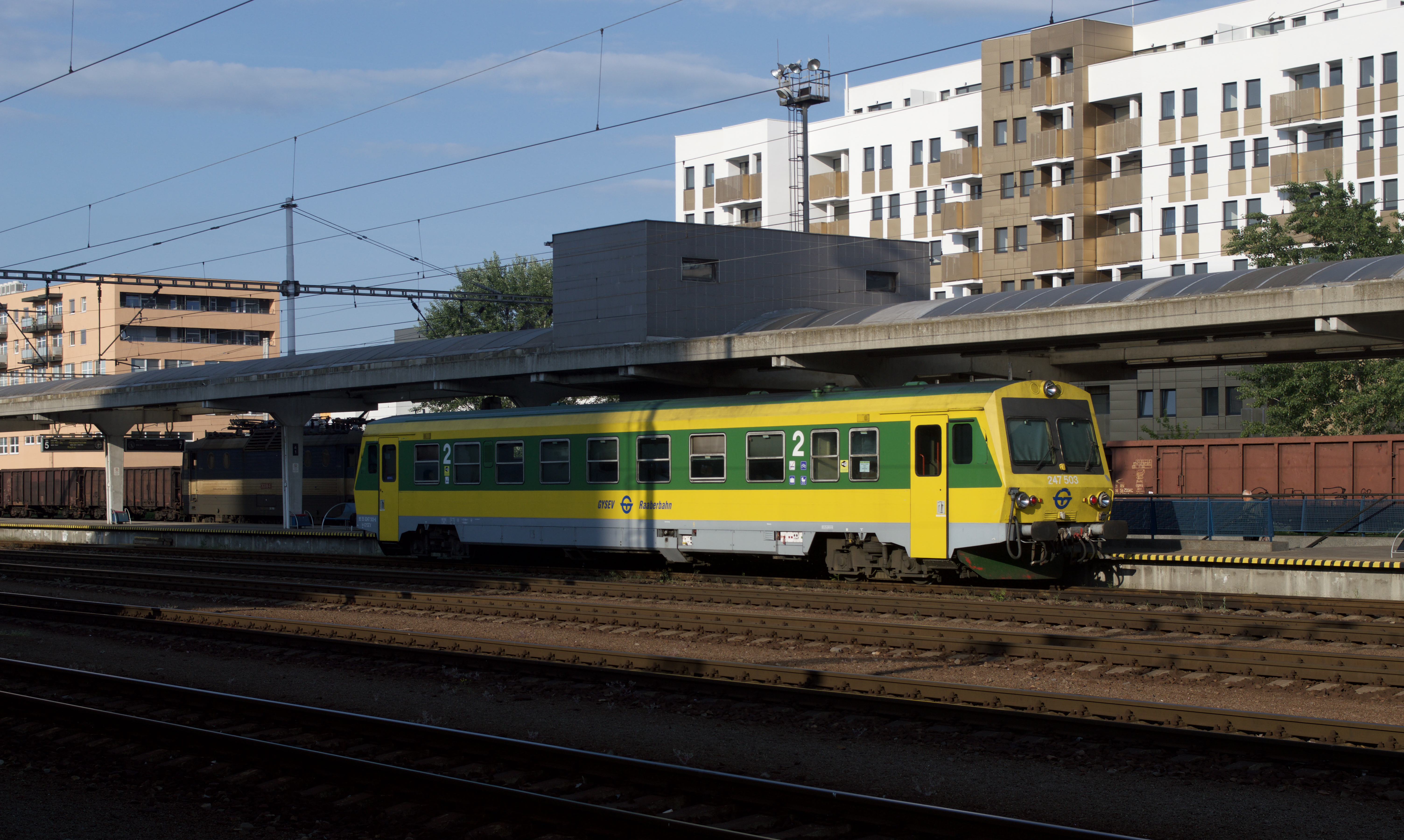
ブラチスラヴァ＝ペトルジャルカ鉄道駅でハンガリー・ヘジェシャロム行きOs2809列車として発車を待つジェールショプロンエーベンフルト鉄道（GySEV）の気動車。同社乗り入れ先のMÁVスタート運行列車としてライカ経由で運行（2018年）

スロバキア国鉄線において、隣国の国鉄系および元国鉄系の旅客輸送事業者が国境を越えて地域輸送旅客列車を運行している国際線区間は次の9路線である。（斜体駅名は相手国の駅、かっこ内は旅客輸送事業者）。
- ブラチスラヴァ=ペトルジャルカ – キッツエー（ÖBB旅客交通株式会社）
- ブラチスラヴァ中央 – クーティ – ブジェツラウ（チェコ鉄道株式会社）
- ノヴェーメストナッヴァーホム – ウルボウツェ – ヴェルカーナッヴェリチュコウ（チェコ鉄道株式会社）
- トレンチアンスカテプラー – ホルネースルニエ – ウラールスキプルースミク（チェコ鉄道株式会社）
- プーホウ - ルーキポッマキトウ - ホルニーリデチュ（チェコ鉄道株式会社）
- チャッツァ - モスティウヤブルンコヴァ（チェコ鉄道株式会社）
- チャッツァ - ズヴァールドニ（地域交通株式会社）※ポーランド国内16県政府の出資企業で2008年以降非国鉄系。
- コシツェ - チエルナッチソウ - チョプ（ウクライナ鉄道公社）
- ブラチスラヴァ=ペトルジャルカ - ライカ（MÁVスタート株式会社）

この国際運行は個々の国境地点ごとに両国国鉄事業体間で締結しているそれぞれの協定に基づいて行われているものであり、オープンアクセスオペレーター制に基づくスロバキア国鉄との施設利用契約による運行には含まれない。

## 保有路線
詳細はスロバキアの鉄道路線一覧を参照。

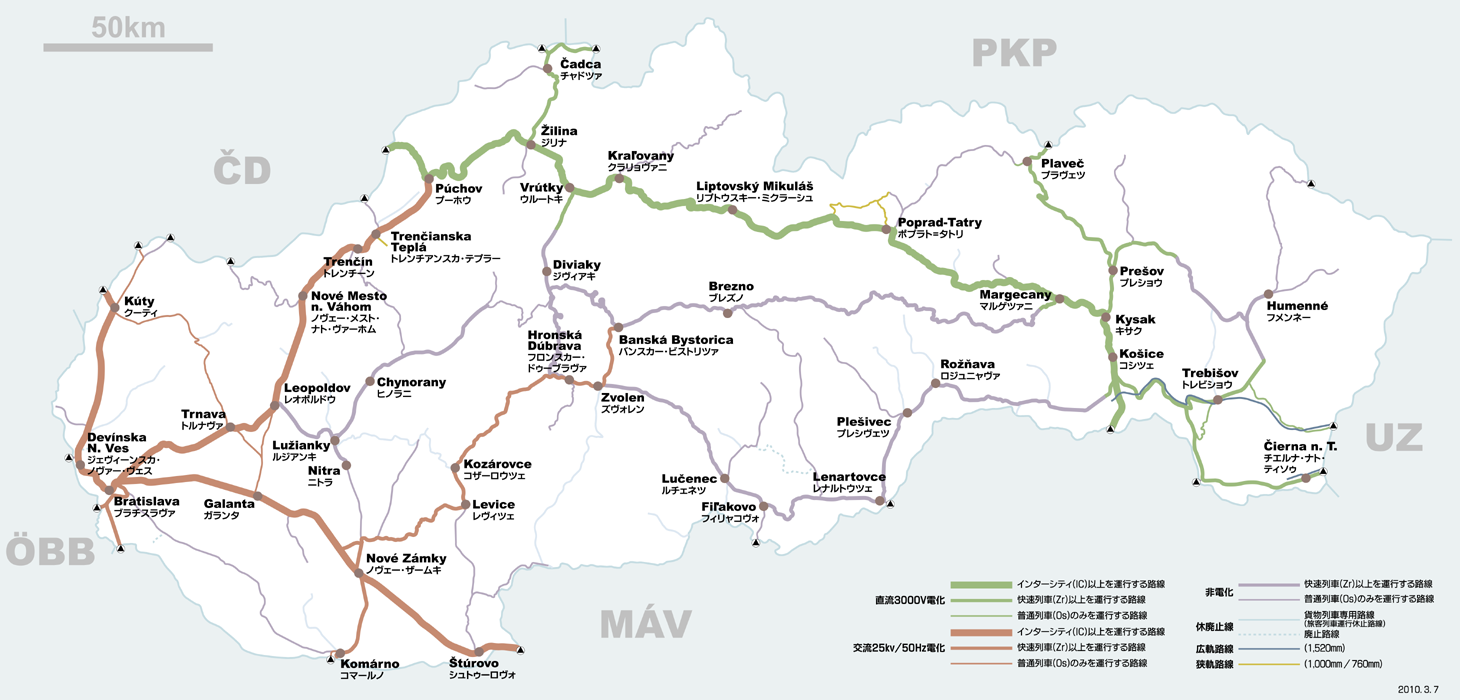
路線図（2010年現在）

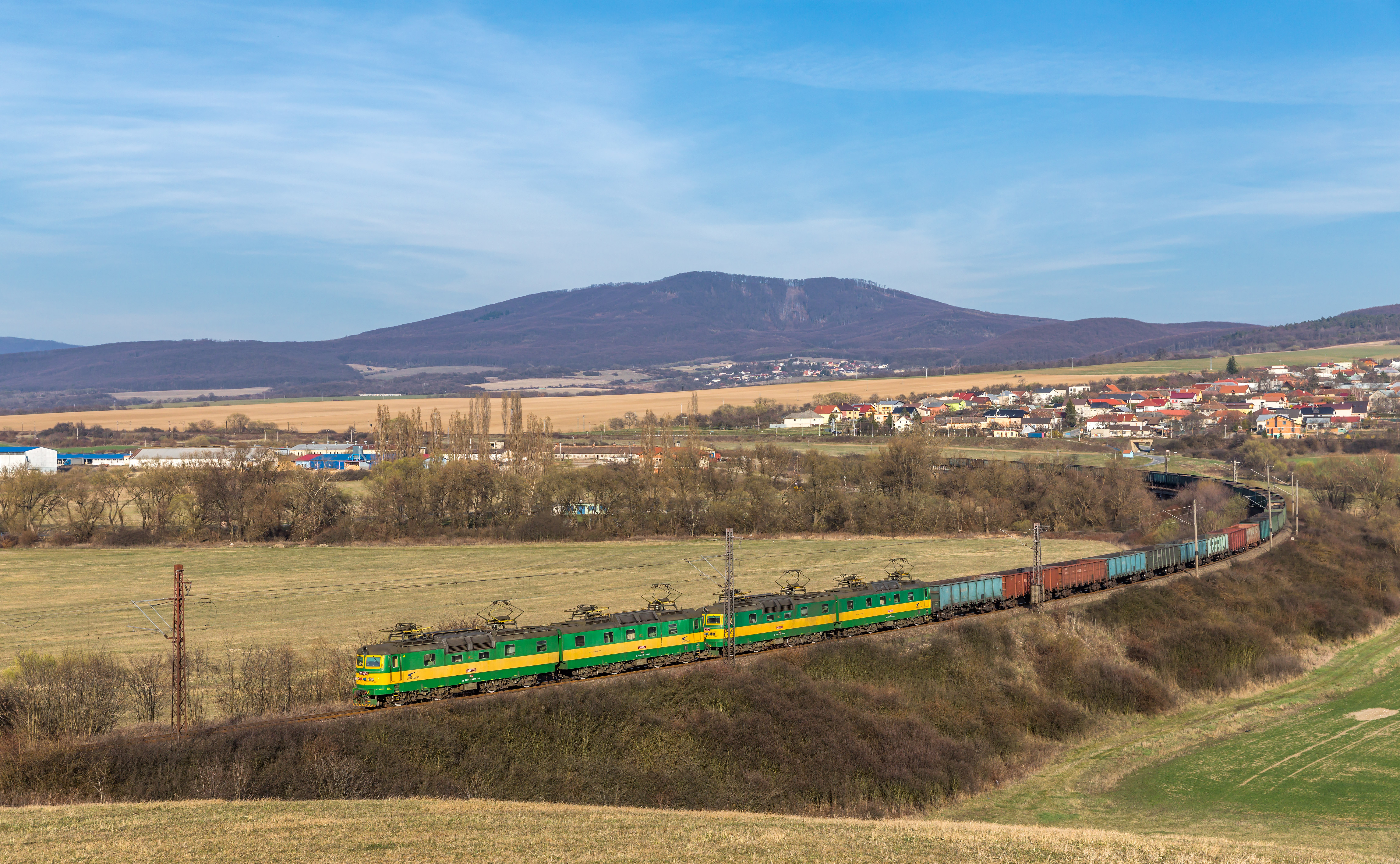
ウクライナから直通のZSSKカーゴ鉄鉱石貨物列車に使用される広軌線（ŠRT）のウジホロド-ハニスカ鉄道線。列車の後尾背後には並行する標準軌線のコシツェ-チエルナッチソウ鉄道線ヴィシュナーミシュリャ鉄道駅が見える（スランチーク広軌線信号場-ホルナート広軌線信号場間、2019年）

スロバキア国鉄が保有する路線総延長は3582.462km（2019年12月31日現在）で、その内訳は次の通り。
- 単線 : 2564.959km
- 複線 : 1017.503km
- 標準軌（1435mm） : 3437.543km
- 狭軌（760mm/1000mm） : 46.201km
- 広軌（1520mm） : 98.718km

広軌線（ŠRT, Širokorozchodná trať）はウクライナ鉄道に接続するチョプ─チエルナッチソウ鉄道線（チエルナッチソウ─チエルナッチソウ広軌線鉄道駅間、営業キロ8.8km、標準軌線併設）およびウジホロド─ハニスカ鉄道線（マチョウツェ国境─ハニスカプリコシツィアフ広軌線鉄道駅間、営業キロ88.1km）の2路線を保有し、チエルナッティソウ鉄道駅とマチョウツェ鉄道駅には貨物積み替えを行う「東部スロバキア積替ヤード」（VSP, Východoslovenské prekladiská）を置いている。
狭軌線（ÚRT, Úzkorozchodná trať）については以下の4鉄道路線を保有する。輸送事業者はいずれも旅客輸送のみを行っており、貨物輸送は行っていない。なおコシツェ子供歴史鉄道については保線・営業（乗車券販売）についても国鉄に代わりコシツェ市交通企業株式会社（DPMK, Dopravný podnik mesta Košice, a.s.）が行っている。
- 鉄道企業体スロバキア株式会社（Železničná spoločnosť Slovensko, a.s.）運行
  - タトラ電気鉄道（直流1500V、軌間1000mm、営業キロ35.0km。スロバキア語:TEŽ, Tatranské elektrické železnice）
  - シュトルバ─シュトルブスケープレソ間ラック式鉄道（直流1500V、軌間1000mm、営業キロ4.8km。ラック方式はリッゲンバッハ式。スロバキア語:Ozubnicová železnica Štrba - Štrbské Pleso）
- トレンチーン電気鉄道非営利法人（Trenčianska elektrická železnica, n.o.）運行
  - トレンチーン電気鉄道（直流600V、軌間760mm、営業キロ5.5km。スロバキア語:TREŽ, Trenčianska elektrická železnica）
- 市民協会コシツェ子供鉄道（OZ Detská železnica Košice）運行
  - コシツェ子供歴史鉄道（非電化、軌間1000mm、延長4.2km。スロバキア語:KDHŽ, Košická detská historická železnica）

国内にはほかに公営鉄道線として観光用の旧森林鉄道や農業博物館鉄道（ニトラ市）があるが、これらはスロバキア国鉄の管轄外である。

## 列車種別
営業列車の列車種別については輸送事業者である鉄道企業体カーゴ・スロバキア、鉄道企業体スロバキアおよびレギオジェット、レオエクスプレス、その他各国の輸送事業者の当該項目を参照のこと。
2002年の分社化以降、スロバキア国鉄では貨物および旅客列車の運行事業は行っていない。以下の種別の非営業列車を運行する。
- Služobný vlak (Služ, 職用列車)
設備保守作業や配給用の列車

## 保有車両
スロバキア国鉄の営業用車両については、旧ZSSKを経てすべてZSSKおよびZSSK Cargoに移管されている。現在は保線用車両およびブラチスラヴァ交通博物館所蔵の歴史的車両を保有している。
保線用動力車両は730形電気式ディーゼル機関車、754形液体式ディーゼル機関車および架線補修用ディーゼル動車（MVTV01形、MVTV02形、MVTV03形）を保有。歴史的車両は蒸気機関車9両、電気機関車1両、ディーゼル機関車6両、電車2両、ディーゼル動車4両を保有している。

## スロバキアの鉄道再編
1998年に発足したズリンダ政権は、地方の不採算線区廃止と民営化を条件に、1999年から欧州投資銀行による国鉄への融資を取り付けた。2000年には「スロバキア共和国鉄道の転換と再編に関するプロジェクト」（Projekt transformácie a reštrukturalizácie Železníc SR, 2000年政府決議830号）で、列車運行を廃止または他の輸送事業者に行わせる線区として「地方線」（Regionálna dráha）32線区を指定した。2002年1月1日の国鉄分社化では、オープンアクセスオペレーター制度を導入し、鉄道輸送事業と営業用車両の保有管理事業について鉄道企業体株式会社に分割した。
鉄道企業体は、経営立て直しと将来の完全民営化に向け、地方線の運行廃止のほか、ローカル列車の大幅削減や運賃の引き上げを行うとともに、大規模な人員整理を進めたため、当局と労働組合との対立が深刻化。このため2003年にはスロバキア共和国労働組合同盟総連盟（KOZ SR, Konfederácia odborových zväzov Slovenskej republiky）の主導で、スロバキア史上最大といわれるストライキに発展した。
さらに政府は2005年1月1日、旧ZSSKの貨物部門売却を行うために、旅客輸送事業体の鉄道企業体スロバキア株式会社（ZSSK, Železničná spoločnosť Slovensko, a.s.）と、貨物輸送事業体の鉄道企業体カーゴスロバキア株式会社（ZSSK Cargo, Železničná spoločnosť Cargo Slovakia, a.s.）の2つの国有企業を新たに設立し、旧ZSSKの事業を再分割した。
事業価値の高い鉄道企業体カーゴスロバキアについてはただちに民間売却に向けた入札が実施され、オーストリアのRail Cargo Austriaが事実上落札したが、直後の2006年の総選挙で新たに政権党となった新政党スメル（SMER）が売却を凍結した。2007年には一時、チェコの国鉄系旅客輸送事業者チェコ鉄道の子会社で鉄道貨物輸送事業者のČDカーゴ株式会社（ČD Cargo）が買収に名乗り出たが、連立与党の一つで、連邦制解消に踏み切った当時の政権党だった人民党・民主スロバキア運動（ĽS-HZDS）が反対し実現しなかった。

## スロバキアの国鉄系労組
チェコスロバキアにおける鉄道産業の労働組合は、すでにオーストリア＝ハンガリー帝国時代の1896年に機関士組合として職種別労働組合が結成され活動を行っていたが、社会主義時代にはチェコスロバキア共和国機関士連盟（Federácia strojvodcov v Československej republike）などすべての労働組合が、合同労働組合法（チェコスロバキア暫定国民議会1946年法律144号、Zákon o jednotné odborové organisaci）に基づき革命的労働組合運動（ROH, Revoluční odborové hnutí）に統合されたため消滅し、プラハの春を受けて1968年に結成された機関車乗務員連盟（Federácia rušňových čiat）もまもなく活動停止した。
スロバキアにおける現在の国鉄系労働組合は、民主化後のチェコスロバキア時代に復活した職種別組合を元とする機関士連盟（FS）や駅務員操車員労働組合連合会（OAVD）などがあり、スロバキア国鉄および鉄道企業体スロバキア、鉄道企業体カーゴスロバキアの3社にまたがって組織されている。2009年2月には、運輸郵政通信省（当時）の再編合理化政策に伴う国鉄系3社の従業員への影響緩和などをかかげ、FSとOAVD、2008年結成の鉄道職員労組同盟（OZZŽ）の3組合が鉄道運輸労働組合総同盟（ZOOvŽD, Zväz odborových organizácií v železničnej doprave）を結成し、運輸郵政通信関係の各単産で組織する運輸郵政通信労働組合総連合会（AOZDPT, Asociácia odborových zväzov dopravy, pôst a telekomunikácií）に加盟した。
当局と労働協約（Kolektívna zmluva）を結ぶ労働組合は次の通り。太字は鉄道運輸労働組合総同盟（ZOOvŽD）加盟組合。
| 名称                                       | 名称   | 名称                                              | ŽSR | ZSSK | ZSSK Cargo | 備考                                                |
| スロバキア共和国機関士連盟                 | FS SR  | Federácia strojvodcov Slovenskej republiky        |     | ○    | ○          | 機関区職員で組織。23機関区に支部。FS SR             |
| 駅務員操車員労働組合連合会                 | OAVD   | Odborová asociácia výpravcov a dispečerov         | ○   |      | ○          | 鉄道駅などの地上職員で組織。全国に4地方協議会。OAVD |
| 鉄道職員労働組合同盟                       | OZZŽ   | Odborový zväz zamestnancov železníc               | ○   | ○    | ○          | OZZŽ                                                |
| 鉄道労働組合連合                           | OZŽ    | Odborové združenie železničiarov                  | ○   | ○    | ○          | 全国に4地方事務所。OZŽ                              |
| 運行員勤労者連盟                           | FPP    | Federácia prevádzkových pracovníkov               | ○   | ○    | ○          |                                                     |
| 鉄道労働者労働組合同盟                     | ŽROZ   | Železničiarsky robotnícky odborový zväz           | ○   | ○    | ○          |                                                     |
| 鉄道事業職員連合                           | ZPZŽ   | Združenie prevádzkových zamestnancov železníc     | ○   | ○    | ○          |                                                     |
| 独立キリスト教労働組合スロバキア・鉄道部門 | NKOS-Ž | Nezávislé kresťanské odbory Slovenska - železnice | ○   | ○    |            | NKOS                                                |
| 東スロバキア拠点労働組合連合               | OZ-VSP | Odborové združenie Východoslovenských prekladísk  | ○   |      | ○          |                                                     |
| 鉄道職員連合                               | ÚŽZ    | Únia železničných zamestnancov                    |     | ○    | ○          |                                                     |
| 列車乗務員連盟                             | FVČ    | Federácia vlakových čiat                          |     | ○    | ○          |                                                     |
| スロバキア鉄道同盟団                       | SSŽ    | Syndikát slovenských železníc                     | ○   |      |            |                                                     |
| スロバキア共和国鉄道労働組合               | OŽSR   | Odbory Železníc Slovenskej republiky              | ○   |      |            |                                                     |

## 関連組織

### スロバキア共和国鉄道消防部（ZPOŽ）

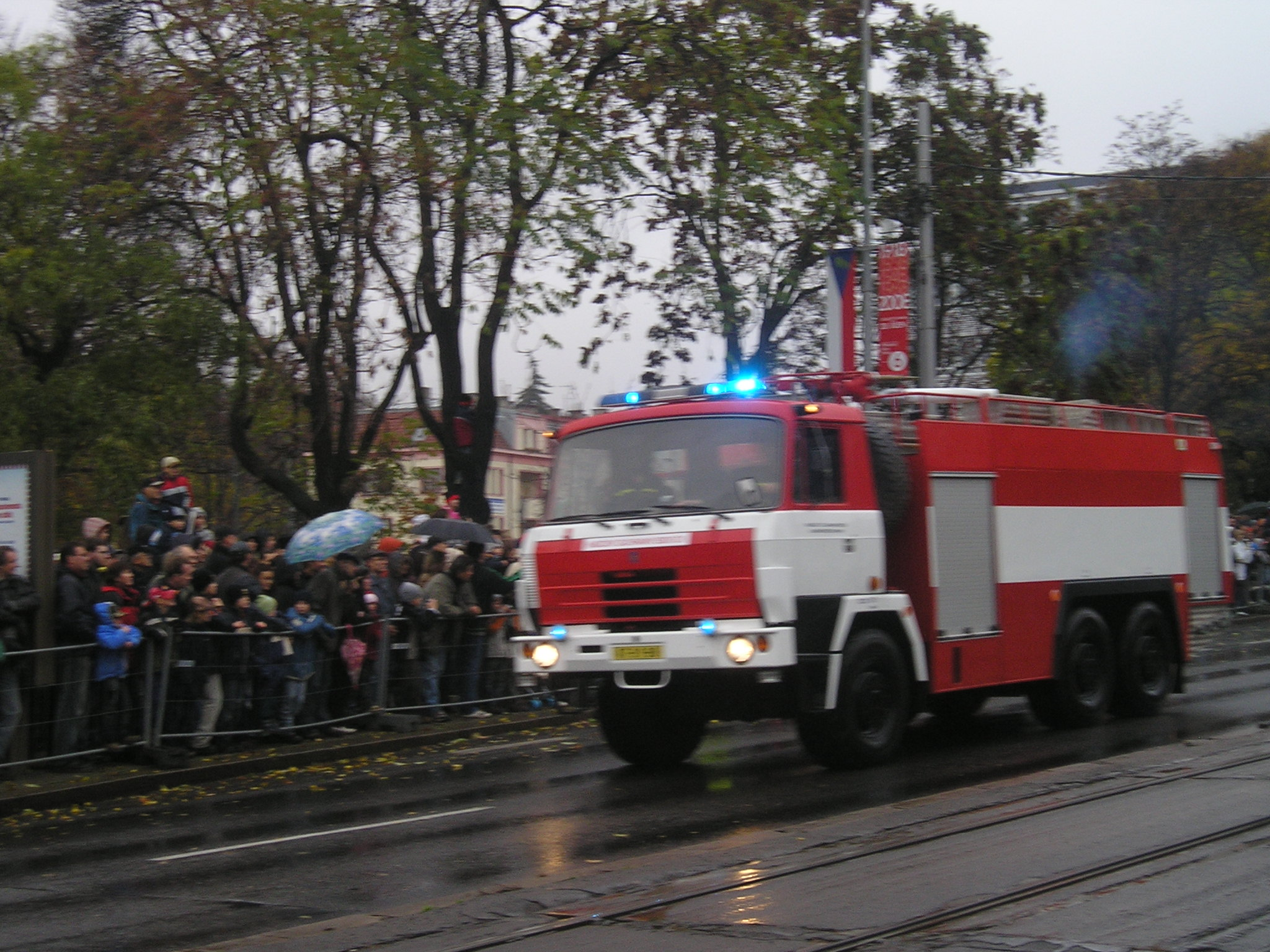
国鉄消防部の消防車（2008年）

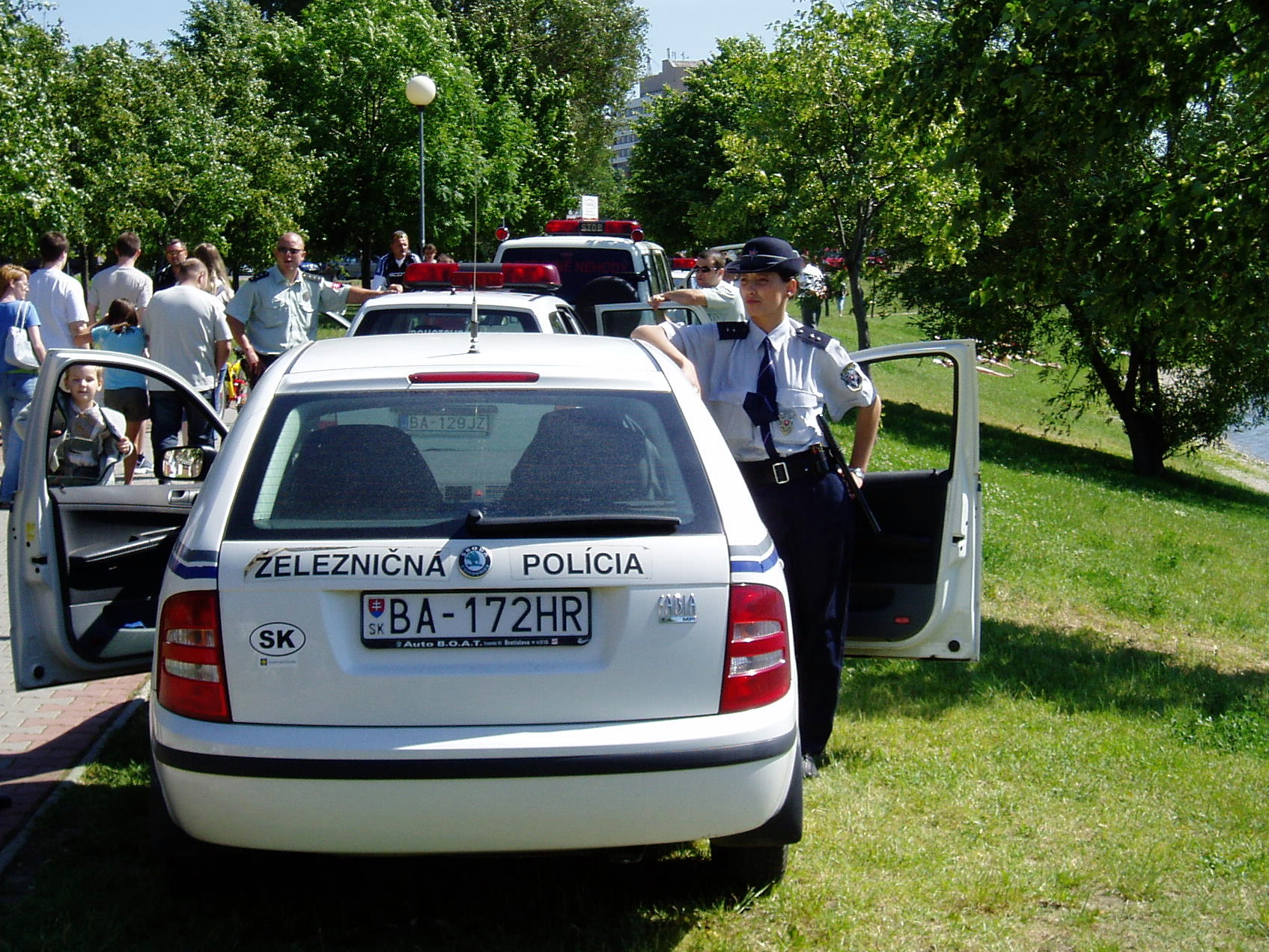
鉄道警察の警察車両と警察官（2005年）

スロバキア共和国鉄道消防部（ZPOŽ, Závod protipožiarnej ochrany Železníc Slovenskej republiky）は、スロバキア国鉄が所管運営した消防機関である。チェコスロバキア国鉄公団から承継したもので、鉄道施設や車両の事故、火災時の消防救難活動を業務とした。2008年現在の隊員数は178人で、ブラチスラヴァ、ジリナ、ズヴォレン、ノヴェーザームキ、コシツェに本署を、ストゥーロヴォ、ポプラト、チエルナッチソウに支署を置いた。2014年に業務を内務省消防救助隊（HaZZ, Hasičský a záchranný zbor）に移管して廃止された。

### 鉄道警察（ŽP）
鉄道警察（ŽP, Železničná polícia）は、鉄道輸送に関する警察業務を担当する機関で、チェコスロバキア時代の鉄道保安武装隊（スロバキア語 : ZOOŽ, Zbor ozbrojenej ochrany železníc、チェコ語 : SOOŽ, Sbor ozbrojené ochrany železnic）を承継して1993年に発足した。
ŽSRと同じく旧・運輸郵政通信省所管だったが、2009年の法改正で国家警察隊（PZ, Policajný zbor）を所管する内務省に移管。ŽPは2011年1月にPZと統合され、2015年末までに制服などの切り替えが行われた。
国内の鉄道輸送網を利用する旅客・貨物の保護および治安維持、犯罪捜査、国外からの麻薬・タバコの密輸入取り締まりなどの鉄道公安業務のほか、鉄道事故や鉄道事業者の安全管理体制の調査を行う権限を有している。また鉄道警察の所管業務であった高速道路における車両重量の監視、ノンストップ自動料金収受システムの不正取り締まりなどは、国家警察隊編入後に料金所警察（Mýtna polícia）として部門分離された。

### 鉄道軍（ŽelV）
鉄道軍（ŽelV, Železničné vojsko）は、かつて旧・運輸郵政通信省が所管した軍で、チェコスロバキア連邦運輸省鉄道軍を承継して1992年12月31日に発足した。軍事法に定める国内3軍の1つとされ、有事における鉄道軍事輸送および鉄道施設の防衛、建設、補修を目的とし、鉄道橋や道路橋の災害復旧工事も行った。
スロバキアの北大西洋条約機構加盟に向けた2002年の国内軍事組織再編にともない同年12月31日付で廃止され、部隊は国有土木建設会社の補修技術・鉄道管理株式会社（TOOŽ, Technická obnova a ochrana železníc,a.s.）に改組された。現在は鉄道橋の補修・掛け替えや高速道路高架橋建設などを主な事業としており、2004年にはドナウ川で施工されたアポロ橋（ブラチスラヴァ市、2006年供用開始）の桁架設工事も手がけた。